# The Steiner Brothers
The Steiner Brothers è un tag team di wrestling composto dai fratelli Rick e Scott Steiner.
Considerati come uno dei migliori tag team di tutti i tempi, debuttarono nel 1989 nel circuito indipendente e da allora hanno lottato in diverse federazioni come la World Championship Wrestling e la World Wrestling Federation l'Extreme Championship Wrestling, la New Japan Pro-Wrestling, vincendo numerosi titoli anche come combattenti singoli oltre che di coppia. Dopo un periodo di pausa coinciso con il fallimento della WCW, i due fratelli ricominciarono a combattere in coppia all'inizio degli anni 2000 nuovamente nel circuito indipendente. Nel maggio 2007, approdarono per un breve periodo nella Total Nonstop Action Wrestling.
Gli Steiner sono uno degli unici due tag team ad avere vinto sia i titoli di coppia WWF World Tag Team Championship, che quelli WCW World Tag Team Championship e IWGP Tag Team Championship (gli altri sono i Dudley Boyz/Team 3D).

## Carriera

### National Wrestling Alliance / World Championship Wrestling (1988–1992)
Ai ppv Starrcade '88 e Chi-Town Rumble, Scott Steiner iniziò ad accompagnare a bordo ring il fratello Rick durante i suoi incontri. Non molto tempo dopo, i due iniziarono a combattere in coppia in un vero e proprio tag team.
Con Missy Hyatt, loro manager, gli Steiner Brothers si dimostrarono subito una delle migliori coppie della federazione, una miscela di potenza, velocità, tecnica ed agilità. Poco dopo sostituirono Missy Hyatt con Robin Green (la futura "Woman") in veste di loro manager. Grazie alla loro impressionante sequenza di vittorie, ottennero una title-shot ai titoli NWA World Tag Team Championship, all'epoca detenuti dai Fabulous Freebirds (Michael "P.S." Hayes e Jimmy Garvin). Il 12 settembre 1989, a Clash of the Champions, gli Steiner persero l'occasione di aggiudicarsi le cinture, venendo sconfitti dai più esperti Freebirds.
La rivalsa giunse il 1º novembre 1989, ad Atlanta, dove gli Steiner sconfissero i Freebirds vincendo i titoli NWA World Tag Team; il cambio di titolo andò in onda il 18 novembre durante una puntata di WCW Saturday Night. Restarono campioni fino al 19 maggio 1990, quando furono sconfitti dai Doom (Ron Simmons e Butch Reed) a Capital Combat, grazie al tradimento nei loro confronti della manager Robin Green.
Il 24 agosto 1990, gli Steiner sconfissero i Midnight Express (Bobby Eaton & Stan Lane) per gli NWA United States Tag Team Championship. Durante il regno da campioni, la World Championship Wrestling uscì dalla National Wrestling Alliance, e i titoli furono rinominati WCW United States Tag Team Championship. Dopo la conquista dei WCW World Tag Team Championship avvenuta nel febbraio 1991, gli Steiner Brothers resero vacanti le meno prestigiose cinture WCW United States Tag Team Championship. Furono il secondo tag team della storia a detenere contemporaneamente i due titoli. Infine, quando gli Steiner conquistarono anche l'IWGP Tag Team Championship sconfiggendo Hiroshi Hase e Kensuke Sasaki, il 21 marzo seguente, la WCW iniziò a definire la coppia "Triple Crown Champions".
Nello stesso periodo, Scott iniziò a combattere anche in singolo. Arrivò persino ad avere un match per il titolo contro il campione mondiale Ric Flair a Clash of the Champions XIV: Dixie Dynamite, il 30 gennaio 1991, incontro terminato però in pareggio. Scott comunque riuscì a vincere la cintura di campione WCW World Television Championship da Ricky Steamboat il 29 settembre 1992, iniziando a comportarsi da heel, ma la trasformazione in "cattivo" non ebbe poi luogo a causa del passaggio degli Steiner Brothers alla World Wrestling Federation.

### World Wrestling Federation (1992–1994)
Gli Steiner lasciarono la WCW nel novembre 1992, e Scott rese vacante il titolo WCW World Television Championship. Firmarono per la World Wrestling Federation, debuttando come coppia face nel dicembre 1992, durante una puntata di WWF Prime Time Wrestling. Fecero il loro esordio in pay-per-view il 24 gennaio 1993 alla Royal Rumble, sconfiggendo i Beverly Brothers (Blake & Beau). A WrestleMania IX, il 4 aprile 1993, gli Steiner Brothers sconfissero gli Headshrinkers (Samu & Fatu).
Dopo WrestleMania IX, gli Steiner iniziarono un lungo feud con i Money Inc. (Ted DiBiase & Irwin R. Schyster). A King of the Ring 1993, il 13 giugno 1993, gli Steiner e i The Smoking Gunns (Billy & Bart) sconfissero gli Headshrinkers e i Money Inc. La sera successiva, risconfissero nuovamente i Money Inc. vincendo le cinture WWF Tag Team Championship a Columbus, Ohio. Il regno non fu però di lunga durata perché i Money Inc. riconquistarono i titoli il 16 giugno seguente in un house show a Rockford, Illinois, per riperderli ancora contro i fratelli Steiner durante un altro house show il 19 giugno 1993 a St. Louis, Missouri.
Il 30 agosto 1993, gli Steiner Brothers difesero con successo le cinture di campioni di coppia WWF contro gli Heavenly Bodies (Tom Prichard & Jimmy Del Ray) a SummerSlam 1993. Il 13 settembre 1993, durante un episodio di Raw trasmesso da New York City, gli Steiner stavano difendendo i loro titoli contro i The Quebecers (Jacques & Pierre) in un "Province of Quebec rules" match, nel quale le cinture potevano passare di mano anche per squalifica. Il match ebbe termine quando il manager dei Quebecers, Johnny Polo, gettò una mazza da hockey nel ring, che fu incautamente raccolta da Scott. Quando l'arbitro vide Scott brandire la mazza, squalificò immediatamente gli Steiner Brothers, consegnando i titoli Tag Team ai Quebecers. Scott si prese la sua rivincita personale sconfiggendo in singolo Pierre, la settimana seguente a Raw.
Alle Survivor Series '93, il 24 novembre, gli Steiner fecero squadra con Lex Luger e The Undertaker nel team denominato "All-Americans". Gli All-Americans sconfissero i "Foreign Fanatics" (Yokozuna, Crush, Ludvig Borga e Jacques Rougeau), anche se fu Luger l'unico superstite del match ad eliminazione.
Il 22 gennaio 1994, entrambi gli Steiner entrarono nella Royal Rumble, Scott entrò nella contesa per primo con il numero 1. Dopo l'ingresso di Rick con il 3, i fratelli collaborarono insieme fino a quando non furono eliminati da Owen Hart e Diesel rispettivamente. Da lì in avanti, gli Steiner apparvero sempre più sporadicamente per poi lasciare la WWF a metà 1994. Una delle ultime apparizioni in WWF di Scott fu un match di qualificazione per il torneo King of the Ring, perso contro IRS.

### Extreme Championship Wrestling (1995)
I due fratelli Steiner debuttarono nella Extreme Championship Wrestling il 28 luglio 1995, battendo il team composto da Dudley Dudley e Vampire Warrior. Successivamente sconfissero Dudley Dudley e 2 Cold Scorpio. Il 5 agosto 1995, durante WrestlePalooza 1995, combattendo insieme a Eddie Guerrero furono sconfitti da Scorpio, Dean Malenko e Cactus Jack. Il 25 agosto seguente, sconfissero Scorpio e Malenko, e la sera dopo, Scorpio e Chris Benoit.
Il 16 settembre a Gangstas' Paradise, gli Steiner unirono le proprie forze con Taz in un match perso contro i The Eliminators (John Kronus & Perry Saturn) e Jason. Il 23 settembre, sconfissero Raven e Stevie Richards. Scott fece anche un'altra apparizione (in coppia con Taz in un match contro gli Eliminators) il 28 ottobre, prima che i fratelli lasciassero l'ECW.

### Ritorno in WCW (1996–1998)
Gli Steiner tornarono nella WCW nel 1996. Inizialmente si scontrarono con i Road Warriors, ed ebbero anche diversi match con i campioni di coppia in carica Sting e Lex Luger. Poi vinsero i titoli WCW World Tag Team Championship dagli Harlem Heat il 24 luglio 1996, ma gli Harlem Heat riconquistarono le cinture solo tre giorni dopo averle perse e il cambio di titoli non venne mai ufficialmente menzionato in TV. Poco tempo dopo, Scott si infortunò seriamente alla schiena e Rick combatté in singolo fino al gennaio seguente quando suo fratello Scott poté ritornare a combattere. A seguito della formazione del New World Order, gli Steiner iniziarono un lungo feud con gli Outsiders (Scott Hall & Kevin Nash), che avevano vinto in precedenza le cinture WCW World Tag Team Championship sconfiggendo gli Harlem Heat.

### Separazione e avvenimenti successivi (1997–1998)
Il turn heel di Scott iniziò alla fine del 1997 quando, aumentata la sua massa muscolare, decise di cambiare totalmente look, tagliandosi i capelli (in precedenza acconciati con un caratteristico taglio mullet), facendosi crescere il pizzetto, e iniziando un feud con Buff Bagwell per stabilire chi avesse il fisico migliore. Scott passò definitivamente dalla parte dei "cattivi" entrando a far parte dell'nWo a SuperBrawl VIII il 22 febbraio 1998, arrivando addirittura ad attaccare il fratello Rick mentre stavano difendendo le cinture WCW World Tag Team Championship contro gli Outsiders; il voltafaccia di Scott Steiner permise agli Outsiders di riconquistare i titoli. La sera successiva a Monday Nitro, Scott adottò una nuova gimmick simile a quella interpretata da "Superstar" Billy Graham negli anni settanta-ottanta, capelli e barba tinti di biondo, e un ulteriore incremento della massa muscolare che andò a scapito della sua agilità, un tempo famosa.
I due fratelli ebbero un feud che coinvolse anche il nuovo partner di coppia di Scott, Buff Bagwell, mentre Rick si alleò con svariati partner come Kenny Kaos, Lex Luger, e persino la madre di Bagwell, Judy.
Poco tempo prima del fallimento della WCW, gli Steiner si riconciliarono, non come tag-team, ma entrambi come personaggi heel che si guardavano l'un l'altro le spalle. Quando la WCW chiuse i battenti, i due presero strade differenti ancora una volta.
Gli Steiner tornarono a combattere in coppia solo molti anni dopo, lottando nella United Wrestling Federation dove sconfissero Matt Bentley e Frankie Kazarian, e il Team 3D, per poi aggiudicarsi le cinture NWA Mid-Atlantic Tag Team Championship il 9 dicembre del 2006.

### Total Nonstop Action Wrestling (2007–2008)
Durante il pay-per-view della Total Nonstop Action Wrestling Sacrifice 2007, Scott Steiner lottò in coppia con Tomko in un Triple Threat Tag Team match. I due persero l'incontro e in seguito alla sconfitta, Tomko attaccò a tradimento Steiner. Rick Steiner accorse in aiuto del fratello scacciando Tomko, dando così inizio alla ricostituzione degli Steiner Brothers. La riformata coppia affrontò quindi il Team 3D a Slammiversary 2007 per i TNA World Tag Team Championship. Scott, però, non poté partecipare al match a causa di un infortunio alla trachea, e venne sostituito dal vecchio rivale Road Warrior Animal che lottò insieme a Rick. Mentre Scott si riprendeva dall'infortunio, il Team 3D lo prese ripetutamente in giro, domandando il suo ritorno sul ring, e mettendo in dubbio l'effettiva serietà del suo infortunio. Il duo allora riapparve attaccando il Team 3D a TNA Victory Road, facendogli perdere i titoli di coppia. Il ritorno degli Steiner Brothers portò Scott e Rick a ridiventare dei face. Al ppv Hard Justice, i fratelli Steiner sconfissero il Team 3D. Nella puntata del 16 agosto di Impact!, persero invece un Handicap match contro Kurt Angle a causa dell'interferenza proprio del Team 3D, cosa che inasprì ancora di più il loro feud. A Bound for Glory '07 gli Steiner Brothers saldarono i conti in sospeso con il Team 3D battendoli in un "Two out of Three Falls Table Match". Nel 2008, Rick lasciò la TNA per dissidi economici inerenti al suo contratto, Scott invece continuò a combattere in singolo.

### WWE Hall of Fame (2022)
Il 28 marzo 2022 fu annunciato l'ingresso degli Steiner Brothers nella WWE Hall of Fame.

## Nel wrestling

### Mosse finali
Come Tag Team
- Steinerizer (Elevated diving bulldog)
- Steiner DDT
- Steiner Device (Doomsday Device)

Scott
- Frankensteiner – anni ottanta/novanta
- Steiner Recliner (Standing camel clutch)
- SSD – Steiner Screwdriver (Vertical suplex piledriver)
- Twisting double underhook powerbomb – fine anni novanta

Rick
- Diving bulldog
- Steiner Driver (Death Valley driver)

### Manager
- Ted DiBiase
- Robin Green
- Missy Hyatt

## Titoli e riconoscimenti
Jim Crockett Promotions / World Championship Wrestling
- NWA United States Tag Team Championship (1)
- NWA (Mid-Atlantic version)/WCW World Tag Team Championship (7)
- Pat O'Connor Memorial Tag Team Tournament (1990)

Mid-Atlantic Wrestling
- NWA Mid-Atlantic Tag Team Championship (1)

New Japan Pro-Wrestling
- IWGP Tag Team Championship (2)

Pro Wrestling America
- PWA Tag Team Championship (1)

Pro Wrestling Illustrated
- PWI Match of the Year (1991) - vs. Lex Luger e Sting a SuperBrawl
- PWI Tag Team of the Year (1990, 1993)
- 2 nella lista delle migliori 100 coppie tag team nei "PWI Years" (2003)

United Wrestling Federation
- UWF Rock 'n' Roll Express Championship (1)

World Wrestling Federation
- WWF Tag Team Championship (2)

Wrestling Observer Newsletter Awards
- 5 Star Match (1991) - con Sting e Brian Pillman vs. Ric Flair, Larry Zbyszko, Barry Windham e Sid Vicious a WrestleWar 1991
- Match of the Year (1991) - vs. Hiroshi Hase e Kensuke Sasaki a WCW/New Japan Supershow
- Tag Team of the Year (1990)